# Ögmundar þáttr dytts
Ögmundar þáttr dytts ok Gunnars helmings er en islandsk þáttr, der blev nedskrevet i 1300-tallet. Historien fortæller om Ögmundr dyttr, der er fætter til Víga-Glúmr fra Víga-Glúms saga. Han bliver fornærmet i Norge, og han får hævn ved brug af list. Den anden halvdel af sagaen omhandler Gunnarr helmingr oplevelser og hans interaktion med en Frej-kult i Sverige.

## Handling
Gunnar bliver mistænkt for manddrab, og han flygter til Sverige, hvor folk stadig bloter til Frej. Svenskerne har udpeget en ung og smuk kvinde til at tjene som frugtbarhedsgudinde, og Gunnar lærer den unge præstinde at kende. Han hjælper hende med at drive Frejs vogn med gudestatuen i, men guden synes ikke om dette, og han angriber derfor Gunnar, som ville være død, hvis ikke han lovede sig selv at vende tilbage til kristendommen, såfremt han kunne vende tilbage til Norge.
Da Gunnar lover dette hopper en lille dæmon ud af gudestatuen, og Gunnar så derved at Frej ikke var andet end et stykke træ. Gunnar ødelægger herefter træstatuen, og klædte sig ud som Frej. Gunnar og præstinden rejste herefter igennem Sverige, hvor folk var glade for at få besøg af guden. Efter et stykke tid får han gjort præstinden gravid, men dette opfatter svenskerne blot som en bekræftelse af, at Frej i sandhed er en frugtbarhedsgud.
Til slut flygter Gunnar til Norge med sin unge brud, og hun bliver døbt i Olav Tryggvasons hof.